# 拉克冰原島峰
75°19′S 72°32′W / 75.317°S 72.533°W
拉克冰原島峰（英語：Luck Nunatak），是南極洲的冰原島峰，位於埃爾斯沃思地，處於凱伍德山西南面4公里，美國地質調查局根據測量和該國海軍的空中照片繪入地圖，現時由南極條約體系管理。